# Србија и Црна Гора на Зимским олимпијским играма 2006.
Србија и Црна Гора је учествовала на Зимском олимпијским играма 2006, у Торину, Италији без значајнијег успеха.

## Медаље
|                    | Злато | Сребро | Бронза | Укупно |
| ------------------ | ----- | ------ | ------ | ------ |
| Србија и Црна Гора | 0     | 0      | 0      | 0      |

## Дисциплине

### Алпско скијање
- Јелена Лоловић
- Марија Трмчић
- Желимир Вуковић

### Биатлон
- Александар Миленковић

### Крос-контри скијање
- Александар Миленковић
- Бранка Кузељевић

### Уметничко клизање
- Трифун Живановић